# Steve Caballero
Steve "Cab" Caballero (nacido el 11 de agosto de 1964, en San José, California) es un skater estadounidense de origen mexicano y es una de las leyendas del skateboarding.

## Biografía
Steve nació en el año del dragón, y ha tenido varios diseños de tabla donde aparece un dragón. Él nació con escoliosis (espina dorsal curvada.) debido a esta condición, una de sus glándulas del cuello creció más que la otra, de ahí sus inclinaciones de la cabeza a un lado.
Caballero comenzó a patinar en 1976 en la edad de 12. Powell Peralta en 1978 lo patrocinó como amateur a los 14 años. Él dio vuelta favorable en el 1980 en el oasis Skatepark, California meridional durante la serie de la taza del oro. Es un miembro de Bones Brigade, y ha aparecido en muchos de sus videos, incluyendo The search for animal chin . Sus patrocinadores actuales incluyen a Powell Skateboards, Bones Bearings, Independent Truck Company, ruedas del Autobahn, dragón rojo, el arropar de las sesiones, skateboard shoes vans, relojes de Vestal y cascos de Protec. Su pasado patrocina los carros incluidos del perseguidor, los carros estándares y las ruedas Bones. Caballero ha parecido en muchas portadas de la revista Thrasher y de varias otras publicaciones.
Se encuentra en la lista de skaters populares por sus "aéreos" (saltos) en [half pipe]. A él se debe el truco conocido como caballerial: un salto con giro completo de 360° yendo marcha atrás sobre el skate. También es reconocido como innovador en la revolución del street skate a principios de los años 90, y por su estilo fluido y técnico.
Existen unas zapatos especiales para este deporte que llevan su nombre y especificaciones: las Cab y las Half Cab (estas últimas sin tobillera).
Él ha sido un miembro de varias bandas de punk incluyendo The faction, Odd Man Out, Shovelhead, y Soda y lanzó un CD recopilatorio de las varias bandas que él ha aparecido en Bandology titulado a través de expedientes de las sesiones. Caballero se divorció de su primera esposa Susan, con quien tiene una hija, Kayla Leslie y se casa de nuevo el 14 de julio de 2006 con una mujer llamada Rachel.

## Campeonatos
- 2do en 1979 Winchester Open (San Jose).
- 1.º en 1983 Upland Pro-Am (California): pro pool.
- 1.º en 1988 Titus World Cup (Germany): streetstyle.
- 1.º en 1989 NSA Contest (Hawaii): mini ramp.

- Datos: Q1391108
- Multimedia: Steve Caballero / Q1391108